# Elytrimitatrix castanea
Elytrimitatrix castanea là một loài bọ cánh cứng trong họ Cerambycidae.